# Чемпіонат світу з біатлону 1976
15-ий чемпіонат світу з біатлону пройшов у Антерсельві, Італія у 1976 році.
В рамках чемпіонату було проведено змагання всього з однієї дисципліни — спринту на 10 км серед чоловіків, оскільки він не увійшов до програми зимових Олімпійських ігор 1976 року в Інсбруці, де було розіграно нагороди з усіх інших дисциплін.

## Медалісти та призери
| Гонка:                | Золото:                | Час           | Срібло:                 | Час        | Бронза:             | Час         |
| Спринт 10 км Протокол | Олександр Тихонов СРСР | 36:48.2 (1+3) | Олександр Єлізаров СРСР | +3.3 (1+0) | Микола Круглов СРСР | +31.7 (2+0) |

## Медальний залік
| Місце | Країна |   |   |   | Всього |
| ----- | ------ | - | - | - | ------ |
| 1     | СРСР   | 1 | 1 | 1 | 3      |